# Colonia Ejidal Guadalupe Victoria
Colonia Ejidal Guadalupe Victoria är en ort i Mexiko.   Den ligger i kommunen Altotonga och delstaten Veracruz, i den sydöstra delen av landet, 230 km öster om huvudstaden Mexico City. Colonia Ejidal Guadalupe Victoria ligger 1 108 meter över havet och antalet invånare är 223.
Terrängen runt Colonia Ejidal Guadalupe Victoria är kuperad norrut, men söderut är den bergig. Terrängen runt Colonia Ejidal Guadalupe Victoria sluttar norrut. Runt Colonia Ejidal Guadalupe Victoria är det ganska tätbefolkat, med 120 invånare per kvadratkilometer. Närmaste större samhälle är Misantla, 16,8 km nordost om Colonia Ejidal Guadalupe Victoria. I omgivningarna runt Colonia Ejidal Guadalupe Victoria växer i huvudsak städsegrön lövskog.